# 玉斑锦蛇
玉斑锦蛇（学名：Euprepiophis mandarinus）为游蛇科玉斑蛇属的爬行动物，又名玉斑蛇、高砂蛇、美女蛇、玉带蛇、神皮花蛇、台灣美女蛇。分布于缅甸、越南、台湾以及中国大陆的北京、天津、辽宁、上海、江苏、浙江、安徽、福建、江西、湖北、湖南、广东、广西、四川、重庆、贵州、云南、西藏、陕西、甘肃等地，多见于山区森林以及常栖息于山区居民点附近的水沟边或山上草丛中。其生存的海拔上限为3000米。该物种的模式产地在浙江舟山群岛。

## 保护
本种于2023年被收录入《有重要生态、科学、社会价值的陆生野生动物名录》。